# Pont-lès-Bonfays
Pour les articles homonymes, voir Pont (toponyme).
Pont-lès-Bonfays est une commune française située dans le département des Vosges en région Grand Est.

## Géographie

### Localisation
Pont-lès-Bonfays est une petite commune rurale de l'Ouest vosgien, traversée par le Madon, au sud de Mirecourt et à l'est de Vittel. 

### Géologie et relief
Les forêts occupent la moitié orientale : Bois Saint-Michel, Bois du Roi, dominées par le Fôtel (378 m).

### Sismicité
Commune située dans une zone 2 de sismicité fible.
| Frénois     |                  | Légéville-et-Bonfays |
| Les Vallois | Pont-lès-Bonfays | Pierrefitte          |
|             | Lerrain          |                      |

### Hydrographie et les eaux souterraines
Hydrogéologie et climatologie : Système d’information pour la gestion des eaux souterraines du bassin Rhin-Meuse :
Territoire communal : Occupation du sol (Corinne Land Cover); Cours d'eau (BD Carthage),
Géologie : Carte géologique; Coupes géologiques et techniques,
 Hydrogéologie : Masses d'eau souterraine; BD Lisa; Cartes piézométriques.

#### Réseau hydrographique
La commune est située dans le bassin versant du Rhin au sein du bassin Rhin-Meuse. Elle est drainée par le Madon et le ruisseau des Chapeaux,.
Le Madon, d'une longueur totale de 96,9 km, prend sa source dans la commune de Vioménil et se jette dans la Moselle à Pont-Saint-Vincent, après avoir traversé 47 communes.

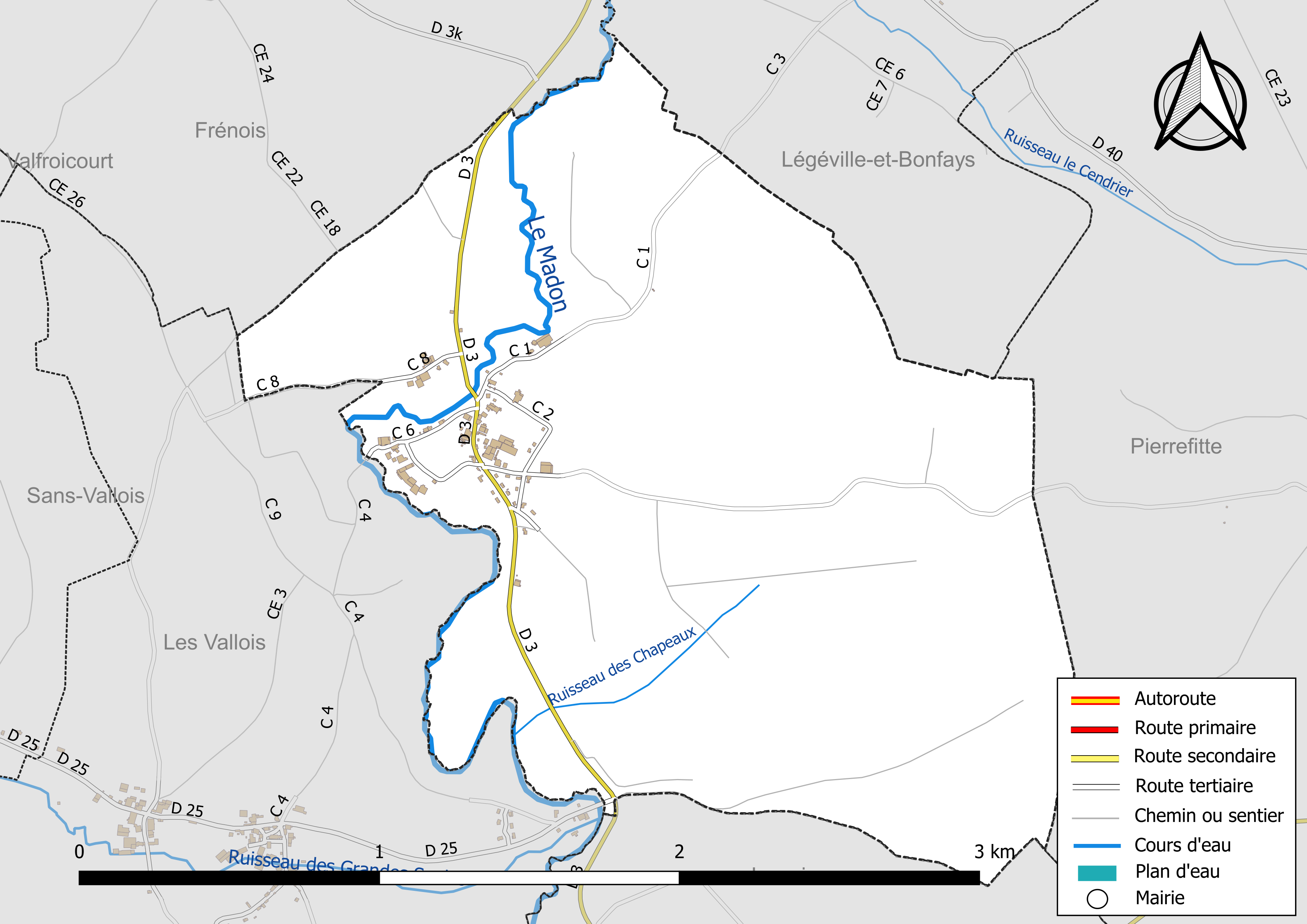
Réseaux hydrographique et routier de Pont-lès-Bonfays.

#### Gestion et qualité des eaux
Le territoire communal est couvert par le schéma d'aménagement et de gestion des eaux (SAGE) « Nappe des Grès du Trias Inférieur ». Ce document de planification, dont le territoire comprend le périmètre de la zone de répartition des eaux de la nappe des Grès du trias inférieur (GTI), d'une superficie de 1 497 km2,  est en cours d'élaboration. L’objectif poursuivi est de stabiliser les niveaux piézométriques de la nappe des GTI et atteindre l'équilibre entre les prélèvements et la capacité de recharge de la nappe. Il doit être cohérent avec les objectifs de qualité définis dans les SDAGE Rhin-Meuse et Rhône-Méditerranée. La structure porteuse de l'élaboration et de la mise en œuvre est le conseil départemental des Vosges.
La qualité des eaux de baignade et des cours d’eau peut être consultée sur un site dédié géré par les agences de l’eau et l’Agence française pour la biodiversité. 

### Climat
Pour des articles plus généraux, voir Climat du Grand Est et Climat des Vosges.
En 2010, le climat de la commune est de type climat des marges montargnardes, selon une étude du Centre national de la recherche scientifique s'appuyant sur une série de données couvrant la période 1971-2000. En 2020, Météo-France publie une typologie des climats de la France métropolitaine dans laquelle la commune est dans une zone de transition entre le climat océanique altéré et le climat océanique altéré et est dans la région climatique  Lorraine, plateau de Langres, Morvan, caractérisée par un hiver rude (1,5 °C), des vents modérés et des brouillards fréquents en automne et hiver. 
Pour la période 1971-2000, la température annuelle moyenne est de 9,7 °C, avec une amplitude thermique annuelle de 17 °C. Le cumul annuel moyen de précipitations est de 954 mm, avec 12,6 jours de précipitations en janvier et 9,8 jours en juillet. Pour la période 1991-2020, la température moyenne annuelle observée sur la station météorologique de Météo-France la plus proche, « Dommartin-aux-Bois_sapc », sur la commune de Dommartin-aux-Bois à 11 km à vol d'oiseau, est de 10,6 °C et le cumul annuel moyen de précipitations est de 908,9 mm. 
La température maximale relevée sur cette station est de 39,4 °C, atteinte le 25 juillet 2019 ; la température minimale est de −17,5 °C, atteinte le 20 décembre 2009,,. 
Les paramètres climatiques de la commune ont été estimés pour le milieu du siècle (2041-2070) selon différents scénarios d'émission de gaz à effet de serre à partir des nouvelles projections climatiques de référence DRIAS-2020. Ils sont consultables sur un site dédié publié par Météo-France en novembre 2022.

## Urbanisme

### Typologie
Au 1er janvier 2024, Pont-lès-Bonfays est catégorisée commune rurale à habitat dispersé, selon la nouvelle grille communale de densité à sept niveaux définie par l'Insee en 2022.
Elle est située hors unité urbaine. Par ailleurs la commune fait partie de l'aire d'attraction d'Épinal, dont elle est une commune de la couronne,. Cette aire, qui regroupe 118 communes, est catégorisée dans les aires de 50 000 à moins de 200 000 habitants,.

### Occupation des sols
L'occupation des sols de la commune, telle qu'elle ressort de la base de données européenne d’occupation biophysique des sols Corine Land Cover (CLC), est marquée par l'importance des territoires agricoles (61,4 % en 2018), une proportion identique à celle de 1990 (61,4 %). La répartition détaillée en 2018 est la suivante : 
forêts (38,6 %), prairies (35,7 %), terres arables (15,3 %), zones agricoles hétérogènes (10,3 %). L'évolution de l’occupation des sols de la commune et de ses infrastructures peut être observée sur les différentes représentations cartographiques du territoire : la carte de Cassini (XVIIIe siècle), la carte d'état-major (1820-1866) et les cartes ou photos aériennes de l'IGN pour la période actuelle (1950 à aujourd'hui).

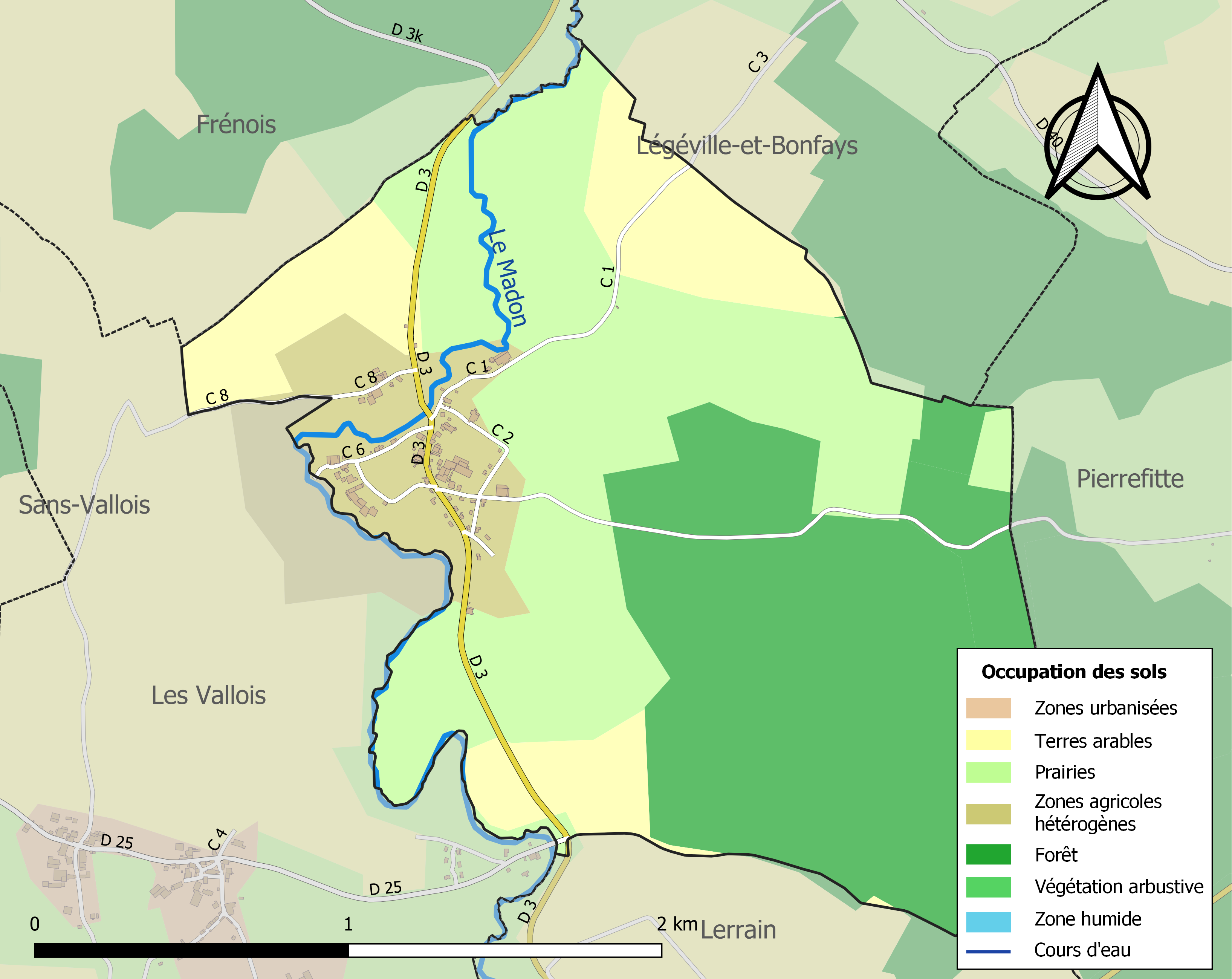
Carte des infrastructures et de l'occupation des sols de la commune en 2018 (CLC).

### Voies de communications et transports

#### Voies routières
- Autoroute A31 : Échangeur Bulgnéville.
- La départementale 3 mène à Escles (6,5 km au sud-est) et à Bainville-aux-Saules (4 km au nord).

#### Transports en commun

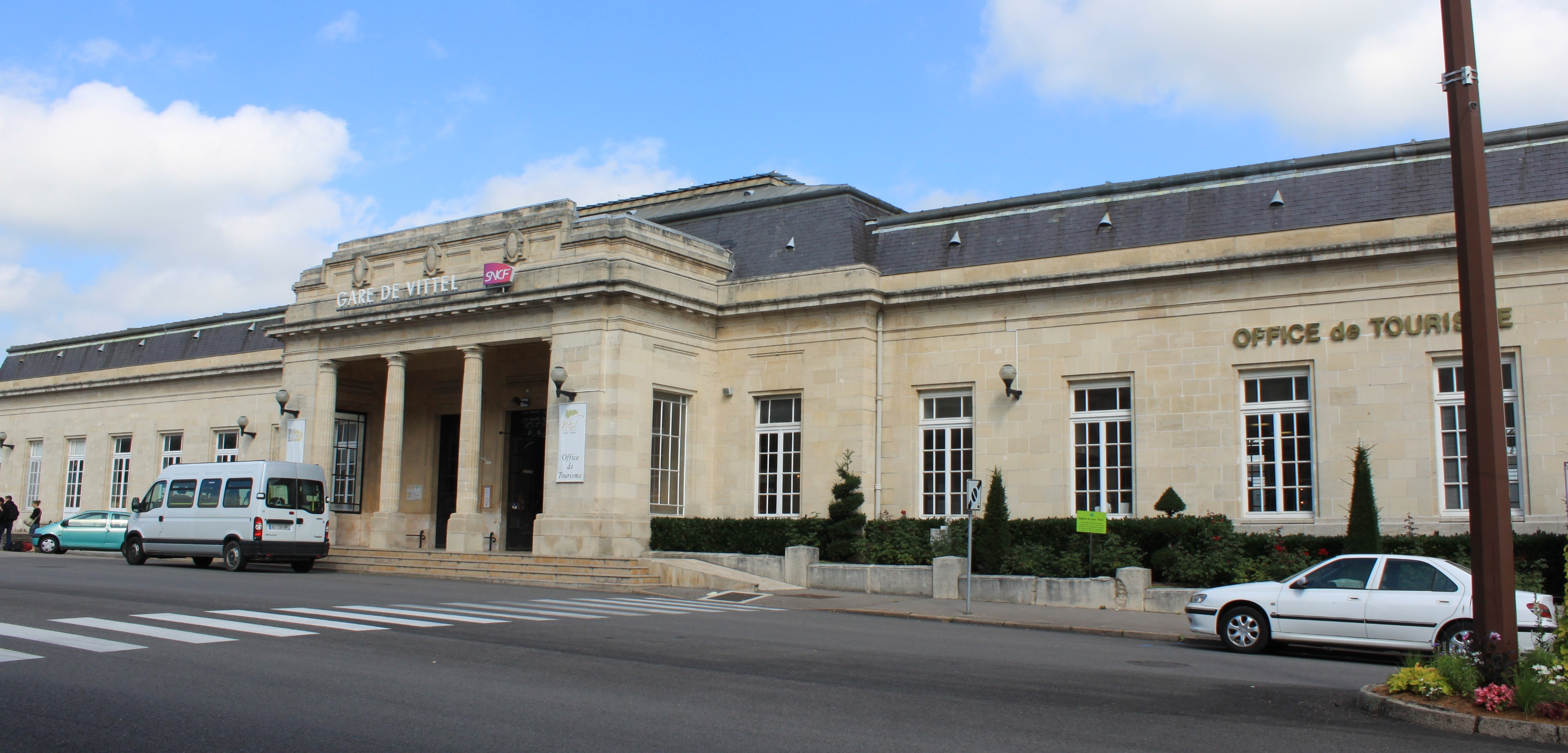
Gare de Vittel.

- Fluo Grand Est.

#### Lignes SNCF
- Gare de Contrexéville
- Gare de Vittel

## Toponymie
Le nom de la localité est attesté sous les formes Pont juxta Undinovilla (Xe siècle) ; Pons (1303) ; Pont (1312) ; Pont lez Bonfay (1594) ; Pont prez Bonfay (XVIe siècle) ; Ponts (1737) ; Pont-lès-Bonfaïs (1753).

De l'oil pont et du nom de lieu Bonfays. Comme son nom l'indique, le village de Pont est créé autour d'un pont sur le Madon, souvent il s’agit d'un pont romain, car le haut Moyen Age en a peu construit et les noms de lieux qui contiennent l’élément pont peuvent être considérés comme des noms indiquant le passage d’une voie romaine. 
La préposition « lès » permet de signifier la proximité d'un lieu géographique par rapport à un autre lieu. En règle générale, il s'agit d'une localité qui tient à se situer par rapport à une ville voisine plus grande. La commune française de Pont indique qu'elle se situe près de Bonfays, lès-Bonfays complète le toponyme en indiquant que le pont est situé à proximité de l'ancienne Abbaye Notre-Dame de Bonfays.

## Histoire
Pont-les-Bonfays appartenait au bailliage de Darney.
Au spirituel, Pont dépendait de la paroisse des Trois-Vallois dont le patronage relevait du chapitre de Remiremont. Aujourd’hui annexe de la paroisse des Vallois, la commune ne possède pas d’église.
De 1790 à l’an IX, Pont-les-Bonfays a fait partie du canton de Valfroicourt, district de Mirecourt.

## Politique et administration

### Budget et fiscalité 2022
En 2022, le budget de la commune était constitué ainsi :
- total des produits de fonctionnement : 125 000 €, soit 1 129 € par habitant ;
- total des charges de fonctionnement : 86 000 €, soit 775 € par habitant ;
- total des ressources d'investissement : 25 000 €, soit 229 € par habitant ;
- total des emplois d'investissement : 52 000 €, soit 467 € par habitant ;
- endettement : 61 000 €, soit 550 € par habitant.

Avec les taux de fiscalité suivants :
- taxe d'habitation : 12,48 % ;
- taxe foncière sur les propriétés bâties : 32,55 % ;
- taxe foncière sur les propriétés non bâties : 24,80 % ;
- taxe additionnelle à la taxe foncière sur les propriétés non bâties : 0,00 % ;
- cotisation foncière des entreprises : 0,00 %.

Chiffres clés Revenus et pauvreté des ménages en 2021 : médiane en 2021 du revenu disponible, par unité de consommation : 19 070 €.

### Liste des maires
| Période                                  | Période                       | Identité                   | Étiquette | Qualité     |
| ---------------------------------------- | ----------------------------- | -------------------------- | --------- | ----------- |
| Les données manquantes sont à compléter. |                               |                            |           |             |
|                                          |                               | Adrien Boisset (1940-2018) |           | Agriculteur |
| mars 2001                                | En cours (au 18 février 2015) | Jacques Lalloz             |           | Commerçant  |

## Population et société

### Démographie

#### Évolution démographique
L'évolution du nombre d'habitants est connue à travers les recensements de la population effectués dans la commune depuis 1793. Pour les communes de moins de 10 000 habitants, une enquête de recensement portant sur toute la population est réalisée tous les cinq ans, les populations de référence des années intermédiaires étant quant à elles estimées par interpolation ou extrapolation. Pour la commune, le premier recensement exhaustif entrant dans le cadre du nouveau dispositif a été réalisé en 2007.

En 2022, la commune comptait 102 habitants, en évolution de +0,99 % par rapport à 2016 (Vosges : −2,96 %, France hors Mayotte : +2,11 %).
| 1793 | 1800 | 1806 | 1821 | 1831 | 1836 | 1841 | 1846 | 1856 |
| ---- | ---- | ---- | ---- | ---- | ---- | ---- | ---- | ---- |
| 103  | 106  | 126  | 137  | 177  | 197  | 172  | 199  | 203  |

| 1861 | 1866 | 1876 | 1881 | 1886 | 1891 | 1896 | 1901 | 1906 |
| ---- | ---- | ---- | ---- | ---- | ---- | ---- | ---- | ---- |
| 201  | 196  | 199  | 175  | 172  | 167  | 149  | 157  | 162  |

| 1911 | 1921 | 1926 | 1931 | 1936 | 1946 | 1954 | 1962 | 1968 |
| ---- | ---- | ---- | ---- | ---- | ---- | ---- | ---- | ---- |
| 127  | 121  | 130  | 126  | 124  | 114  | 102  | 108  | 111  |

| 1975 | 1982 | 1990 | 1999 | 2006 | 2007 | 2012 | 2017 | 2022 |
| ---- | ---- | ---- | ---- | ---- | ---- | ---- | ---- | ---- |
| 84   | 72   | 74   | 89   | 89   | 89   | 93   | 102  | 102  |

### Enseignement
Établissements d'enseignements :
- Écoles maternelles et primaires à Les Vallois, Lerrain, Bainville-aux-Saules, Escles, Harol, Sans-Vallois, Begnécourt.
- Collèges à Dompaire, Mirecourt, Vittel, Contrexéville, Monthureux-sur-Saône.
- Lycées à Harol, Mirecourt, Contrexéville, Mandres-sur-Vair.

### Santé
Professionnels et établissements de santé :
- Médecins à Lerrain, Dompaire, Remoncourt, Darney, Damas-et-Bettegney.
- Pharmacies à Lerrain, Dompaire, Remoncourt, Darney, Mattaincourt, Hennezel.
- Hôpitaux à Ville-sur-Illon, Mattaincourt, Vittel.

### Cultes
- Culte catholique, Paroisse Saint-Martin-de-la-Forêt[30], Diocèse de Saint-Dié.

## Économie

### Entreprises et commerces

#### Agriculture
- Élevage de vaches laitières.
- Élevage d'autres animaux.

#### Tourisme
- Hébergements et restauration à Dombasle-devant-Darney, Claudon, Mirecourt, Sanchey, Xertigny.

#### Commerces
- Commerces et services de proximité.

## Culture locale et patrimoine

### Lieux et monuments
- Voie antique d'Autreville à Escles[31].
- La mairie et l'ancienne école (actuelle salle des fêtes), avec son clocheton sur le toit de l'école.
- La fresque du pont de Pont-lès-Bonfays[32] (2003).
- Monument aux morts[33],[34].
- Patrimoine architectural recensé par le service régional de l'Inventaire général du patrimoine culturel[35].

### Personnalités liées à la commune
- Jean Joseph Petitdemange, chevalier de la Légion d'honneur[36].
- Jean Pierre, titulaire de la Médaille de Sainte-Hélène[37].

## Pour approfondir